# Villa Whitaker
De Villa Whitaker is een 19e-eeuws landhuis gelegen in Palermo, hoofdstad van de Italiaanse regio Sicilië. De villa staat aan de Via Cavour en is de hoofdzetel van de prefectuur van Palermo.

## Historiek
De familie Whitaker, van Engelse afkomst, woonde in Palermo al vanaf de tweede helft van de 18e eeuw. Joshua, ook Joss genoemd, Whitaker (1849-1926) was de bouwheer. De bouw verliep vanaf 1884 naar plannen van architect Henry Christian. Joshua Whitaker en zijn echtgenote Euprosyne Manuel namen vervolgens hun intrek in deze villa. 
Van 1946 tot 1972 was het de zetel van de artistieke vereniging Circolo Artistico.
Nadien werd de Villa Whitaker de hoofdzetel van de prefectuur van Palermo. De residentie van de prefect is echter in de Villa Pajno, aan de Via Libertà gelegen.

## Beschrijving
De stijl van de Villa Whitaker is neogotiek met Venetiaanse gotische elementen. Rondom de villa is een park aangelegd. De villa is niet toegankelijk.